# Табаровский, Борис Моисеевич
Бори́с Моисе́евич Табаровский (укр. Борис Мойсейович Табаровський; 5 декабря 1923, Харьков, Украинская ССР, ныне Украина — 29 сентября 2004, там же) — советский и украинский актёр театра и кино, народный артист УССР (1982).

## Биография
В 1942—1945 годах воевал в составе Красной армии во время Второй мировой войны. Был разведчиком. После демобилизации, в 1946—1950 годах учился на актёрском факультете Харьковского театрального института (курс Александра Крамова).
В 1948—2002 годах состоял в труппе Харьковского академического русского драматического театра имени А. С. Пушкина. Сыграл более ста пятидесяти ролей.
Автор мемуаров «Негероические воспоминания о войне».
Похоронен на 2-м городском кладбище Харькова.

## Театр
- «Карьера Артуро Уи» Б. Брехта — Артуро Уи
- «Тема с вариациями» С. Алешина — Дмитрий Николаевич
- «Семнадцать мгновений весны» по Ю. Семёнову — Мюллер
- «Последнее лето» по К. Симонову — генерал Львов
- «Вишнёвый сад» А. П. Чехова — Гаев
- «Большевики» М. Ф. Шатрова — Луначарский
- «ТАСС уполномочен заявить» по Ю. Семёнову — генерал Константинов
- «Поминальная молитва» Григория Горина — Лейзер Вольф
- «Актёр, король и Соломон» Григория Горина — Соломон
- «Чехов смеется» («Свадьба») А. П. Чехова — Дымба
- «Село Степанчиково и его обитатели» по Ф. М. Достоевскому — Ежевикин
- «Уступи место завтрашнему дню» («Дальше — тишина») Виньи Дельмар — Купер Барклей

## Фильмография
- 1968 — На войне как на войне — комбат Беззубцев

## Награды
- 1943 — Медаль «За отвагу»
- 1944 — Медаль «За отвагу»
- 1973 — Заслуженный артист Украинской ССР
- 1982 — Народный артист Украинской ССР
- 1985 — Орден Отечественной войны I степени